# Воскресенская церковь (Укмерге)
Воскресенская церковь (Церковь Воскресения Христова) — храм Виленской и Литовской епархии Русской православной церкви в городе Укмерге (Вилкомир) в Литве.

## История
Церковь была основана командиром 28-й артиллерийской бригады генерал-майором Петром Петровичем Лемтюжниковым в 1868—1869 годах. Освящение храма состоялось 1 октября 1869 года, в один день с освящением перестроенной под православную церкви Святой Троицы. Воскресенская церковь была приписным кладбищенским храмом к церкви Святой Троицы. Во время Первой мировой войны богослужения в храме прекратились. После возвращения Троицкой церкви католикам в 1919 году, Воскресенская церковь стала приходской.

## Архитектура
Храм представляет собой деревянное однонефное строение. Вход в церковь осуществляется через притвор. Над церковью возвышается колокольня, украшенная рядом гребней и увенчанная луковичным куполом с шестиконечным русским крестом на нём. По обе стороны храма размещены окна с зелёными ставнями. В церкви размещён однорядный иконостас.
В храме похоронены бывшей настоятель вилкомирского прихода о. Ефим Приневский (1891) и его жена Александра (1894). В притворе размещена табличка с именами 14 солдат 28-й артиллерийской бригады, погибших в Русско-японской войне.